# Electrònica impresa

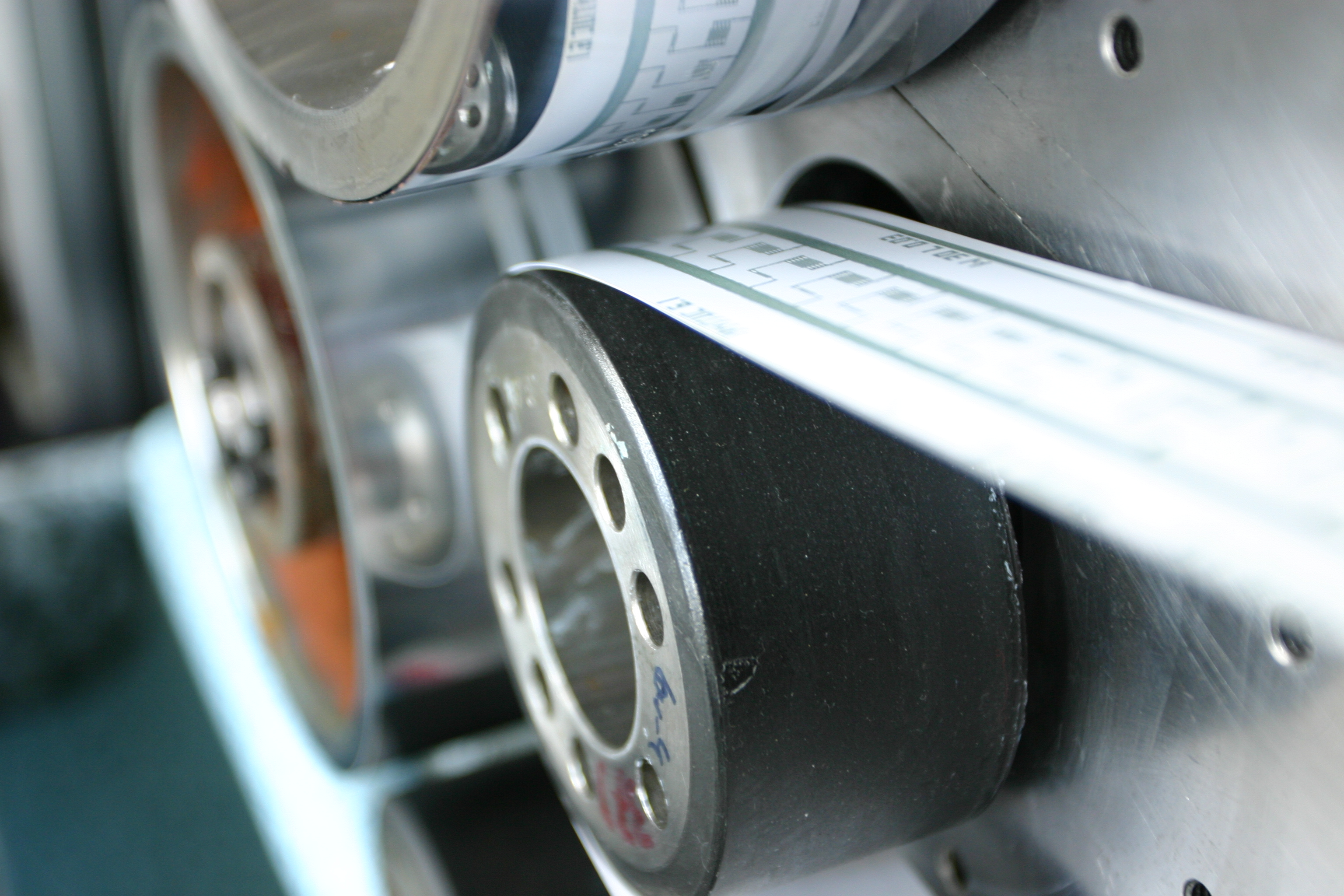
Impressió, mitjançant rotogravat, d'estructures electròniques en paper.

L'electrònica impresa o electrònica orgànica és un conjunt de mètodes d'impressió utilitzats per crear dispositius elèctrics en diversos substrats. La impressió utilitza típicament equips d'impressió comuna, o altres equips de baix cost adequat, per definir els patrons de material, com la serigrafia, flexografia, rotogravat, litografia offset i la injecció de tinta. Les tintes electròniques o òptiques elèctricament funcionals es dipositen sobre el substrat, creant dispositius actius o passius, així com a transistors de pel·lícula prima o resistències. Es preveu que l'electrònica impresa faciliti l'electrònica generalitzada, de molt baix cost, de baix rendiment, per a aplicacions com pantalles flexibles i enrotllables, cèl·lules solars flexibles, bateries impreses, etiquetes intel·ligents, envasos intel·ligents, etiquetes identificadores per ràdio-freqüència (RFID), cartells decoratius i animats, il·luminació i la roba activa que no requereixen un alt rendiment.
El terme d'electrònica impresa està relacionada amb l'electrònica orgànica o electrònica de plàstic, en el qual una o més tintes estan formades per compostos a força de carboni. Aquests altres termes es refereixen al material de tinta, que pot ser dipositat mitjançant un mètode basat en solució, basat en buit o altres. L'electrònica impresa, en contrast, específica el procés, i pot utilitzar qualsevol material a força de solució, incloent els semiconductors orgànics, semiconductors inorgànics, conductors metàl·lics, nanopatícules, nanotubs, etc
Per a la preparació de l'electrònica impresa s'empra gairebé tots els mètodes d'impressió industrials. Igual que en la impressió convencional, l'electrònica impresa aplica capes de tinta una damunt d'una altra, per la qual cosa el desenvolupament coherent dels mètodes d'impressió i materials de tinta són tasques essencials en aquest camp.
El benefici més important de la impressió és la fabricació de volum a baix cost. El menor cost permet el seu ús en altres aplicacions. Un exemple són els sistemes RFID, que permeten la identificació sense contacte en el comerç i el transport. En alguns àmbits, com la impressió dels díodes emissors de llum no afecta el rendiment. La impressió en substrats flexibles permet a l'electrònica que sigui col·locada en superfícies corbes, per exemple, posant les cèl·lules solars en els sostres dels vehicles. Més típicament, els semiconductors convencionals justifiquen els seus costos molt més alts, proporcionant un rendiment molt major.

## Electrònica híbrida

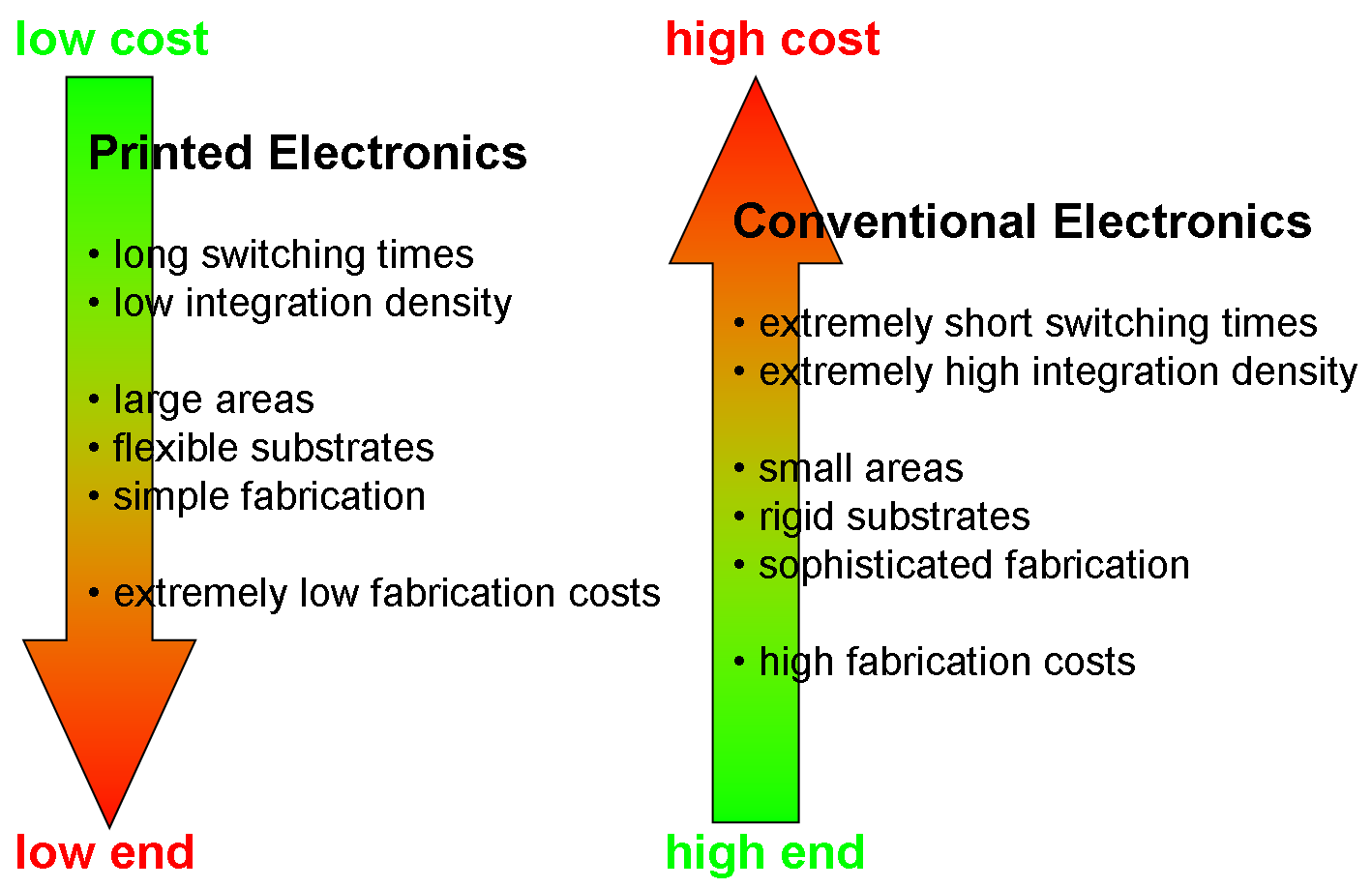
L'electrònica convencional i la impresa són complementàries.

L'electrònica híbrida consisteix a combinar l'electrònica impresa amb l'electrònica convencional, per aprofitar els avantatges competitius d'ambdues tecnologies. Mentre l'electrònica convencional aporta altes prestacions i maduresa, l'electrònica impresa aporta substrats flexibles amb alts volums de producció a un relatiu baix cost, comparat amb l'electrònica convencional. A l'electrònica híbrida s'uneixen nous avantatges:
- Electrònica convencional: en usar components d'electrònica convencional, s'afegeixen totes les prestacions i potencia que aquesta ofereix.
- Primesa i lleugeresa: unida a la flexibilitat, la seva primesa i lleugeresa proporcionen total adaptabilitat al producte.
- Anti-vibracions: millora de la resistència davant vibracions respecte del producte convencional (substrats rígids) en estar realitzat sobre substrat flexible.
- Maduresa: l'electrònica convencional proporciona una gran maduresa i solvència de funcionament.

Amb tots aquests requeriments ha sorgit la tecnologia Ultra Flexible Printed Circuits (UFPC), que permet que els components electrònics tradicionals de silici siguin soldats directament sobre el plàstic. Els UFPC permeten l'aplicació de la tecnologia de l'Electrònica Impresa al desenvolupament de productes electrònics per a ús massiu, dirigint-se a sectors de mercat tals com l'automoció, el transport, dispositius mèdics, wearables, sensors, etc.

## Història
Albert Hanson, alemany de naixement, s'acredita que va introduir el concepte d'electrònica impresa, el 1903 va omplir una patent per a "Printed Wires", i així va néixer l'electrònica impresa. Hanson va proposar formar un patró de PCB (printed circuit board) sobre una làmina de coure mitjançant el tall o l'estampació. Els elements dibuixats estaven enganxats al dielèctric, en aquest cas, paper parafinat. El primer circuit imprès va ser produït l'any 1936 per Paul Eisler, i aquest procés va ser utilitzat per a la producció a gran escala de ràdios pels EUA durant la Segona Guerra Mundial. La tecnologia de circuits impresos es va llançar per a ús comercial als EUA el 1948 (Printed Circuits Handbook, 1995). En més de mig segle des dels seus inicis, l'electrònica impresa ha evolucionat des de la producció de plaques de circuits impresos (PCB), passant per l'ús quotidià de teclats de membrana, fins a les tecnologies RFID, fotovoltaiques i electroluminescents actuals, entre d'altres. La producció generalitzada d'electrònica imprès per a ús domèstic va començar a la dècada de 1960 quan la placa de circuit imprès es va convertir en la base de tota l'electrònica de consum. Des de llavors, l'electrònica impresa s'ha convertit en una pedra angular en molts nous productes comercials.
La tendència més gran de la història recent pel que fa a l'electrònica impresa és la fabricació de cèl·lules solars. El 2011, investigadors del MIT van crear una cèl·lula solar flexible mitjançant la impressió de tinta amb tecnología Inkjet sobre paper normal. El 2018, els investigadors de la Universitat Rice han desenvolupat cèl·lules solars orgàniques que es poden imprimir sober superfícies. S'ha demostrat que aquestes cèl·lules solars aconsegueixen un màxim d'eficiència del quinze per cent. Konarka Technologies, ara una empresa desapareguda dels EUA, va ser l'empresa pionera en la producció de cèl·lules solars amb fabricació Inkjet. Avui dia hi ha més de cinquanta empreses en diversos països que produeixen cèl·lules solars impreses, tot i que encara a nivell prototip o en producte de petits nínxols.

## Aplicacions
L'electrònica impresa que s'està utilitzant o s'està proposant inclou sensors sense fils "wireless" per envasos, pegats per la pell que es comuniquen amb Internet i edificis que detecten fuites per permetre el manteniment preventiu. La majoria d'aquestes aplicacions encara es troben en fase de prototipatge i desenvolupament. Hi ha un interès especialment creixent pels sistemes electrònics intel·ligents flexibles, inclosos els dispositius fotovoltaics, de detecció i processament, impulsat pel desig d'estendre i integrar els últims avenços en tecnologies (opto)electròniques en una àmplia gamma de productes de baix cost (fins i tot d'un sol ús), productes de consum de la nostra vida quotidiana, i com a eines per unir el món digital i físic.
L'empresa noruega ThinFilm va demostrar la memòria orgànica impresa roll-to-roll el 2009.
Una altra empresa, Rotimpres amb seu a Aiguaviva (Girona), ha introduït amb èxit aplicacions en diferents mercats com per exemple; escalfadors per a mobles intel·ligents o per evitar la boira i interruptor capacitiu per a teclats en electrodomèstics i màquines industrials.